# Glenoleon falsus
Glenoleon falsus är en insektsart som först beskrevs av Walker 1853.  Glenoleon falsus ingår i släktet Glenoleon och familjen myrlejonsländor. Inga underarter finns listade i Catalogue of Life.